# Andrew J. Sacks
Andrew J. Sacks é um cineasta estadunidense. Venceu o Oscar de melhor curta-metragem em live action na edição de 2004 pela realização da obra Two Soldiers.

## Filmografia
- Two Soldiers (2003)
- The Closer (2005-2012)
- Major Crimes (2012-2017)